# Файєтт (округ, Теннессі)
Шаблон:StateAbbr_ 35°11′ пн. ш. 89°25′ зх. д. / 35.19° пн. ш. 89.41° зх. д.
Округ Файєтт (англ. Fayette County) — округ (графство) у штаті Теннессі, США. Ідентифікатор округу 47047.

## Історія
Округ утворений 1824 року.

## Демографія
За даними перепису 2000 року загальне населення округу становило 28806 осіб, усе сільське. Серед мешканців округу чоловіків було 14145, а жінок — 14661. В окрузі було 10467 домогосподарств, 8020 родин, які мешкали в 11214 будинках. Середній розмір родини становив 3,14.
Віковий розподіл населення поданий у таблиці:
| Стать    | До 15 років | 15-21 | 22-29 | 30-39 | 40-49 | 50-65 | 65-85 | Понад 85 |
| -------- | ----------- | ----- | ----- | ----- | ----- | ----- | ----- | -------- |
| Чоловіки | 3123        | 1544  | 1218  | 1872  | 2252  | 2524  | 1460  | 152      |
| Жінки    | 2937        | 1274  | 1262  | 2034  | 2383  | 2645  | 1814  | 312      |

## Суміжні округи
- Гейвуд — північ
- Гардеман — схід
- Бентон, Міссісіпі — південний схід
- Маршалл, Міссісіпі — південь
- Шелбі — захід
- Тіптон — північний захід

## Виноски
1. ↑  U.S. Decennial Census. United States Census Bureau. Архів оригіналу за 26 квітня 2015. Процитовано 4 квітня 2015.
2. ↑  Historical Census Browser. University of Virginia Library. Архів оригіналу за 11 серпня 2012. Процитовано 4 квітня 2015.
3. ↑  Forstall, Richard L., ред. (27 березня 1995). Population of Counties by Decennial Census: 1900 to 1990. United States Census Bureau. Архів оригіналу за 21 лютого 2015. Процитовано 4 квітня 2015.
4. ↑  Census 2000 PHC-T-4. Ranking Tables for Counties: 1990 and 2000 (PDF). United States Census Bureau. 2 квітня 2001. Архів оригіналу (PDF) за 18 грудня 2014. Процитовано 4 квітня 2015.
5. ↑  State & County QuickFacts. United States Census Bureau. Архів оригіналу за 7 червня 2011. Процитовано 29 листопада 2013. [Архівовано 2011-06-07 у Wayback Machine.](англ.) Наведено за англійською вікіпедією.
6. ↑  QuickFacts. Fayette County, Tennessee. United States Census Bureau. Архів оригіналу за 2 лютого 2019. Процитовано 3 жовтня 2018.
7. ↑  American FactFinder. Бюро перепису населення США. Архів оригіналу за 26 лютого 2012. Процитовано 31 січня 2008. [Архівовано 2008-05-21 у Wayback Machine.]

| США | Це незавершена стаття з географії США. Ви можете допомогти проєкту, виправивши або дописавши її. |